# Alexeni
Alexeni is een Roemeense gemeente in het district Ialomița.
Alexeni telt 2358 inwoners.